# Prežihov Voranc
Prežihov Voranc (eredeti nevén Lovro Kuhar) (Podgora, 1893. augusztus 10. – Maribor, 1950. február 18.) szlovén író, kommunista politikus. A szlovén szocialista realizmus egyik legjelentősebb alkotója Miško Kranjec mellett.

## Élete
Voranc szegényparaszti családban született Köttlach (ma Kotlje) település részét képező Podgorában, Karintiában, ahol elemi iskolába járt. Prežihov családjának nem volt saját otthona és földje, így tanyáról tanyára költöztek. Az iskolában Voranc a legjobbak közé tartozott, anyától örökölt tudásszomja és annak elbeszélései nagy szerepet játszottak Voranc írói fejlődésében.
Szeretett volna gimnáziumba járni, de az apja nem engedte, mert az otthoni munka nem nélkülözhetett őt, így gimnáziumba csak a testvére járhatott. Ezt Voranc nagyon rossz néven vette, de elkezdett önállóan tanulni. Így tizenhat éves korában elküldte első karcolatait egy újságnak, mely meg is jelent nyomtatásban. Így kezdődött az akkor még Lovro Kuhar néven futó Voranc írói pályafutása. Nevét (Prežihov) a hazai Prežih tanyáról kapta, amelyet apja bérelt, a Voranc hazai, karintiai ómegfelelője pedig Lovrenc vagy Lovro. Neve jelentése tulajdonképpen prežihi, a Prežih tanyáról való. Alkotói munkásságát nagyban befolyásolták az első és a második világháború eseményei. Az első világháború folyamán végig kísérhette a doberdoi harcokat, ahol magyar katonák is nagy számban részt vettek, illetve tömegével estek el.
Az első világháború alatt megszökött az osztrák-magyar hadseregből az isonzói frontról, Olaszországból, majd elfogták és a háború végéig fogva tartották. 1919-ben hazatért és munkásként dolgozott, majd hivatalnokként az acélműben Ravnéban. Mivel az aktív szerepe az illegális Jugoszláv Kommunista Pártban volt, emigrációban kényszerítették 1930-ban. Ezután Bécsben, Párizsban és Moszkvában. A Komintern ügynökeként Európa-szerte utazott. Kommunista tevékenységei miatt többször is bebörtönözték. Végül ő lett az egyik vezető a Jugoszláv Kommunista Pártban. A Jugoszláv Kommunista Párt új főtitkárával, Josip Broz Titóval folytatott vitái után, 1939-ben illegálisan visszatért a Ljubljanába, ahol azonban a hatóságok elől rejtőzködnie kellett. 1941 áprilisáig, a második világháború kezdetéig visszavonult a politikától és csak írt.
Ljubljanát az olasz hadsereg megszállta 1941 folyamán, s ekkor Voranc ismét belevetette magát a politikába és részt vállalt az ellenállásban is. 1943 elején letartóztatták politikai tevékenységei miatt és átadták az olaszoknak. A kihallgatása során részt vettek a német vallatók is, akik Berlinből érkeztek. Az olasz kapituláció után a németek gyorsan elfoglalták az olasz kézben levő szlovén területeket, Vorancot pedig börtönbe zárták Begunjéban, majd további kivizsgálásra a Gestapo központjában, Berlinben került sor.
Végül koncentrációs táborba, Sachsenhausenbe küldték, majd 1945 januárjában Mauthausenbe, ahonnan a háború után hazatért.
Bátyja, Alojzij Kuhar katolikus pap és egy szervezet politikai vezetője volt. A két testvér rendkívül antagonisztikus csoporthoz tartozott, de mindig is toleranciával éltek egymással szemben. Ebből ihletett merítve a Samorsatniki novelláskötetben hasonlóan két testvérről ír, akik szintén két különböző (kommunista és antikommunista) oldalhoz tartoznak, de sosem csapnak össze és továbbra is testvérként tekintenek egymásra.
Több iskola Voranc nevét viseli, Jesenicében, Középbesztercén, Ljubljanában, Trieszt közelében egy völgyben, Doberdóban, Mariborban és a Szlovéniához tartozó karintiai (koroškói) Ravnéban. Ravnéban van egy könyvtár is viseli a nevét, melyben Voranc emlékszobája található. Itt gyűjtötték össze minden könyvét és idegen nyelvű fordításait, s itt őrzik egyes novelláinak és regényeinek kéziratait.

## Munkássága
Munkássága a szlovén szocialista realizmus 1930-41-ig tartó időszakába esik. A szocialista realizmus a 20. század irodalmi irányzatai közé sorolható. Ebbe az időszakba tartozik Prežihov Voranc, hiszen uralkodó témái közé tartozik a vidéki ember, a proletariátus, a kis ember sorsának leírása. A szocialista realizmus képviselői Prežihov Voranc mellett: Miško Kranjec, Anton Ingolič, Ciril Kosmač, Tone Seliškar, Mile Klopčič, Igo Gruden, Bratko Kreft.

### Felnőtteknek szóló munkái
Regényei
- Požganica (1939), az 1920-as évek népéről szól
- Jamnica (1945) a Požganica folytatása, mely az 1921-1939 terjedő időszakról szól
- Doberdob (1940), alcíme a szlovén nemzet háborús regénye, mely négy nagy részből áll: Črna vojska, Doberdob, Lebring, Judenburg

Novellái
- Boj na požiralniku (1935)
- Samorastniki (novelláskötet, 1940), összegyűjtött novellák: Boj na požiralniku, Jirs in Bavh, Vodnjak, Ljubezen na odoru, Pot na klop, Prvi spopad, Odpustki in Samorastniki)

Útleírásai
- Od Kotelj do Belih vod (1945) kötet a szülőföldről szóló útleírásokról
- Gosposvetsko polje (1979)
- Borba na tujih tleh (1946)

Karcolatok
- Povesti (1925), az elsőként kiadott karcolata
- Kanjuh iz Zagate (1952)

Elbeszélések
- Naši mejniki (1946)
- Opustošena brajda (1946)

Brosurák
- Boj za osvoboditev in združitev slovenskega naroda
- Za samoodločbo slovenskega naroda
- O slovenskih mejah…

### Fiatalkori munkái
Karcolatok
- Solzice (1949), édesanyjáról szóló emlékezések, melyek kilenc nyelven jelentek meg.

Elbeszélések
- Čez goro k očetu (1961), a történet egy részlet a Gosposvetsko polje című útleírásból, melyet csak felnőtt olvasóknak szánta. Egy másik részlet 1961-ben Čez goro k očetu címmel, először önállóan, ifjúsági elbeszélésként jelent meg.
- Tisoč in en dan (1969)
- Prvi maj (1961)
- Levi devžej (1962)

## Magyarul
- Voranc Prezsihovː Gyöngyvirág; Testvériség-Egység, Újvidék, 1951
- Lenn a völgyben. Egy falu regénye; ford. Herceg János; Testvériség-Egység, Újvidék, 1953
- Vadócok; ford. Herceg János; Forum, Novi Sad, 1960
- Földindulás; ford. Csuka Zoltán, utószó Vujicsics D. Sztoján; Európa, Bp., 1961
- Gyöngyvirág. Házi olvasmány az általános iskolák 5. osztálya számára; ford. Herceg János; Tankönyvkiadó Intézet, Novi Sad, 1991

## Díjak
Solzice című novelláskötetéért Prešeren-díjat kapott (1950), ugyanezért megkapta a Levstik-díjat is (1949).

## Fordítás
- Ez a szócikk részben vagy egészben  a   Prežihov Voranc című szlovén Wikipédia-szócikk fordításán alapul.  Az eredeti cikk szerkesztőit annak laptörténete sorolja fel. Ez a jelzés csupán a megfogalmazás eredetét és a szerzői jogokat jelzi, nem szolgál a cikkben szereplő információk forrásmegjelöléseként.